# Physemophorus sokotranus
Physemophorus sokotranus is een rechtvleugelig insect uit de familie Pyrgomorphidae. De wetenschappelijke naam van deze soort is voor het eerst geldig gepubliceerd in 1898 door Burr.